# 아가시호른
아가시호른(Agassizhorn)은 스위스 베른 알프스의 산이다. 이 산은 산맥의 주요 정상인 핀스터아어호른의 북서쪽에 있다. 아가시호른은 하부 그린델발트 빙하, 운터아어 빙하 및 피셔 빙하 계곡 사이의 삼중점이 된다. 하부 그린델발트와 운터아어 빙하는 아레강으로 흘러들어가서 라인강을 거쳐 북해로 흘러가는 반면, 피셔 빙하는 론강으로 흘러서 지중해로 빠져 나가기 때문에 지델호른은 유럽 대륙 분수령에 위치해 있다.
행정구역상으로 정상은 북서쪽의 그린델발트, 북동쪽의 구탄넨, 남쪽의 피셔탈이 공유한다. 그린델발트와 구탄넨은 베른주에 있으며, 피셔탈은 발레주에 있다.
산은 스위스 지질학자이자 탐험가인 루이 아가시의 이름을 따서 명명되었다. 그러나 미국으로 귀화한 이후 흑백 인종분리를 주장한 유명한 인종주의자였다. 그 때문에 시민운동가들이 아가시호른의 이름을 바꾸자는 청원을 했으나 번번히 무산되었다. 2020년 7월 9일 현지 매체 스위스인포에 따르면 그린델발트와 구탄넨, 피셔탈 지역 당국은 이들 3개 지역에 걸쳐 있는 아가시호른의 이름을 바꿔 달라는 시민 운동가들의 청원을 기각하기로 의견을 모았다.